# Pontorson (fostă comună)

Pontorson este o comună în departamentul Manche, Franța. În 1 ianuarie 2018 avea o populație de 3.837 de locuitori.